# Тау (остров, Таиланд)
Тау́, ранее — Та́о (тайск. เกาะเต่า; с тайск. — «остров черепах») — остров, расположенный в Сиамском заливе, на юго-западе Таиланда, примерно в 70 км от восточного побережья материковой части страны. Это один из популярных островов для дайвинга и пляжного отдыха, расположенный недалеко от более крупных островов Самуи и Пханган. Площадь острова — 21 км².  Высота острова Та́у достигает примерно 374 метров в самой высокой точке (гора Као Май Тау). Население острова составляет около 1,400 человек, что при площади 21 км² дает плотность населения ~ 67 человек на квадратный километр.

## Окружение
- Близлежащие острова — Самуй, Панган и Нангйуан.

## Описание
Происхождение названия — ранее у берегов Тау обитало множество морских черепах и именно на его побережье они выводили потомство. Но за последнее время черепахи практически исчезли. Объясняется это тем, что новорожденные черепахи стремятся к наиболее освещённому месту (в ночное время), что раньше позволяло им найти путь к морю, теперь же пляжи заняты ресторанами, гостиницами и дайвинг центрами, что дезориентирует новорожденных черепах. Другая версия — очертаниями остров напоминает черепаху.
Статую морской черепахи можно увидеть на побережье у основного порта острова (Mae Haad).
На острове живут вараны. По сообщениям СМИ с 2014 по 2017 на острове от варанов погибло 7 человек.
Основное отличие от соседних островов — морское окружение, удобное для дайвинга и снорклинга, в связи с чем дайвинг центры расположены на каждом удобном пляже.
Помимо основного занятия на Тау — дайвинга — на острове есть также фридайвинг, скалолазание (боулдеринг), тайский бокс, тайский массаж.

## Климат
| Показатель                           | Янв. | Фев. | Март | Апр. | Май  | Июнь | Июль | Авг. | Сен. | Окт. | Нояб. | Дек. | Год  |
| ------------------------------------ | ---- | ---- | ---- | ---- | ---- | ---- | ---- | ---- | ---- | ---- | ----- | ---- | ---- |
| Средний суточный максимум, °C        | 28,9 | 28,9 | 30   | 32,2 | 32,2 | 31,1 | 31,1 | 31,1 | 31,1 | 30   | 28,9  | 28,9 | 30,4 |
| Средняя температура, °C              | 25,6 | 26,1 | 27,2 | 28,9 | 28,9 | 27,8 | 27,8 | 27,8 | 27,8 | 26,7 | 26,1  | 25,6 | 27,2 |
| Средний суточный минимум, °C         | 23,5 | 22,8 | 23,9 | 25   | 25   | 23,9 | 23,9 | 23,9 | 23,9 | 22,8 | 22,8  | 22,2 | 23,5 |
| Среднее число солнечных часов в день | 8    | 8    | 8    | 10   | 8    | 6    | 5    | 5    | 5    | 6    | 8     | 8    | 8    |
| Среднее число дней с осадками        | 9    | 4    | 4    | 8    | 17   | 16   | 16   | 16   | 18   | 20   | 20    | 15   | 163  |
| Норма осадков, мм                    | 123  | 39   | 54   | 85   | 172  | 118  | 146  | 167  | 141  | 275  | 463   | 188  | 1971 |
| Источник: Weatherbase.com            |      |      |      |      |      |      |      |      |      |      |       |      |      |

## Транспорт
Ближайший аэропорт расположен на острове Самуй. С материком и близлежащими островами остров связан с помощью паромов и скоростных катамаранов, прибывающих в основной порт, расположенном на Mae Haad. Ночные паромы ходят до Чумпхона и Сураттхани. Скоростные катамараны Lomprayah, Seatran и Songserm совершают рейсы из Чумпона, Сураттани и близлежащих островов Самуй и Пханган.
Основные средства передвижения по острову (около 95 %) — мотоциклы и мотороллеры.

## Галерея

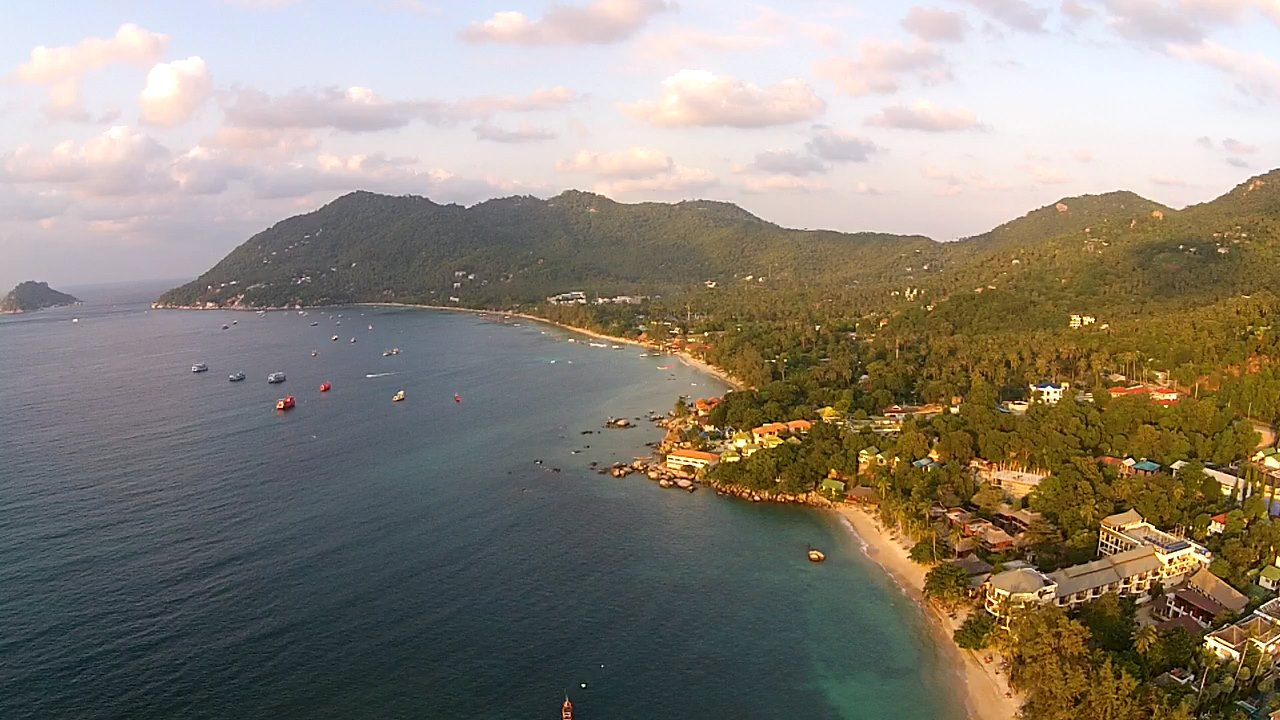
Залив Mae Haad и пляж Sairee
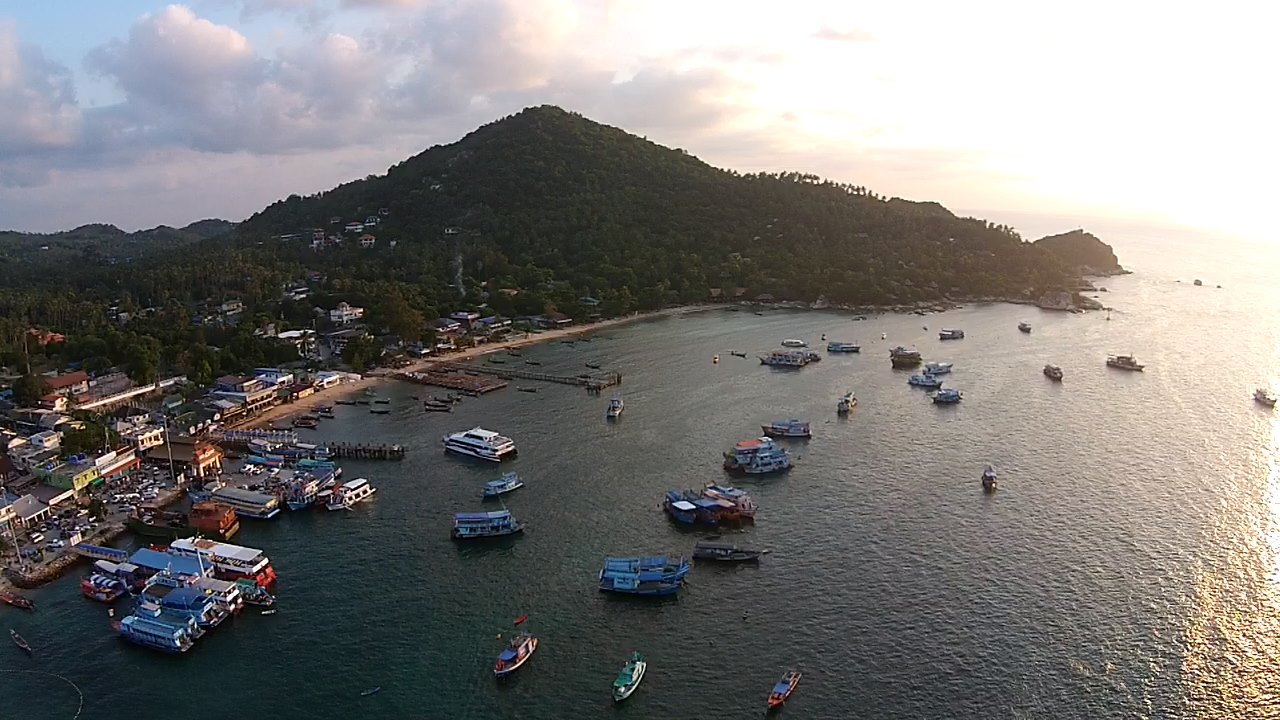
Пирс Mae Haad
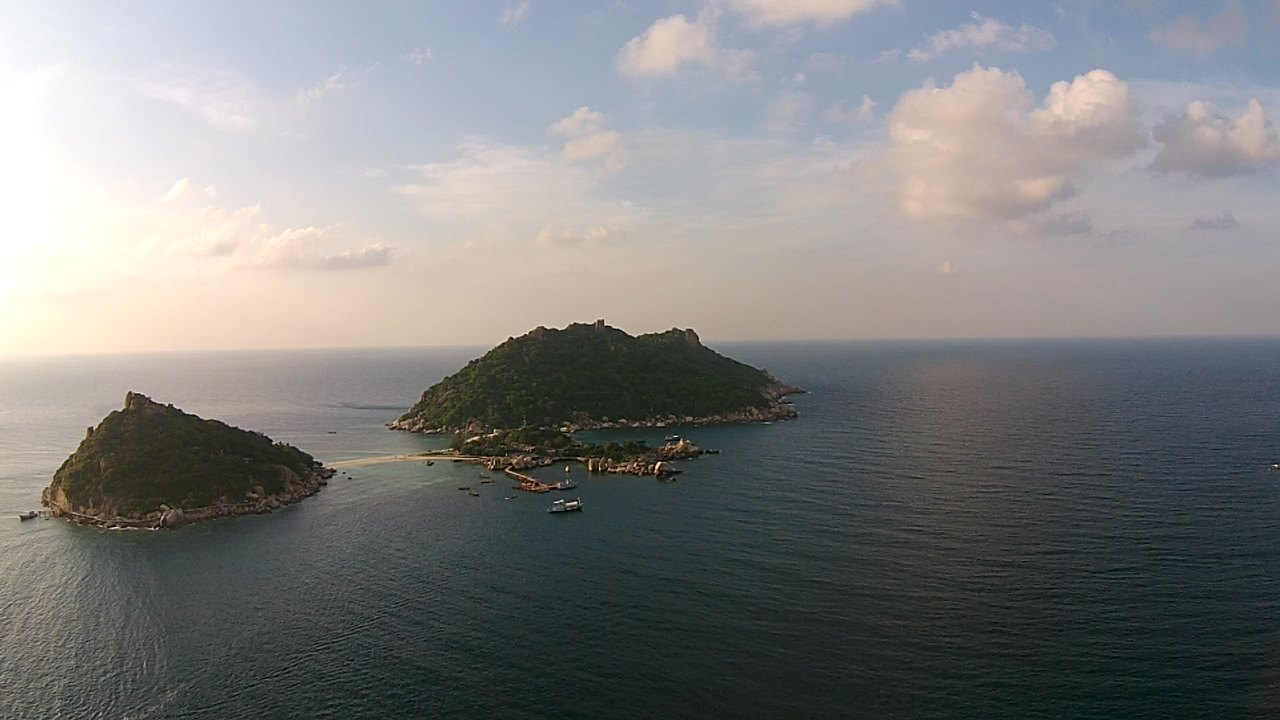
Остров Нангйуан
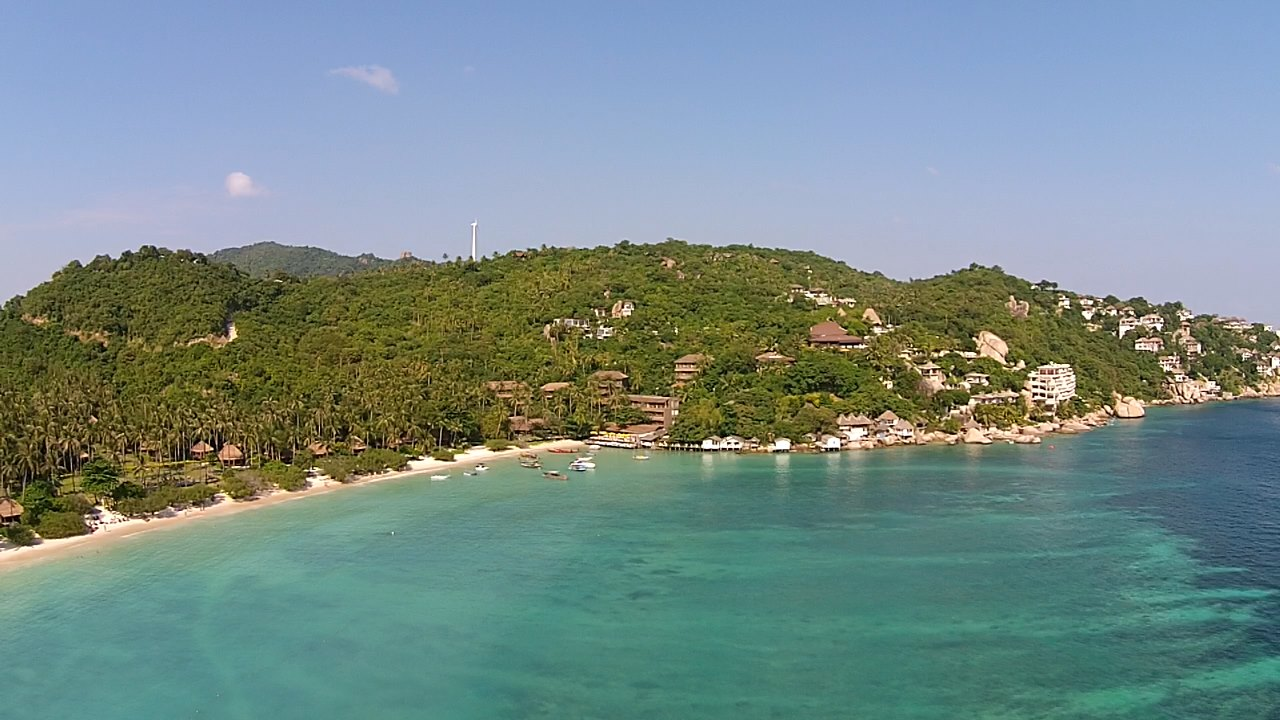
Залив Thian Og
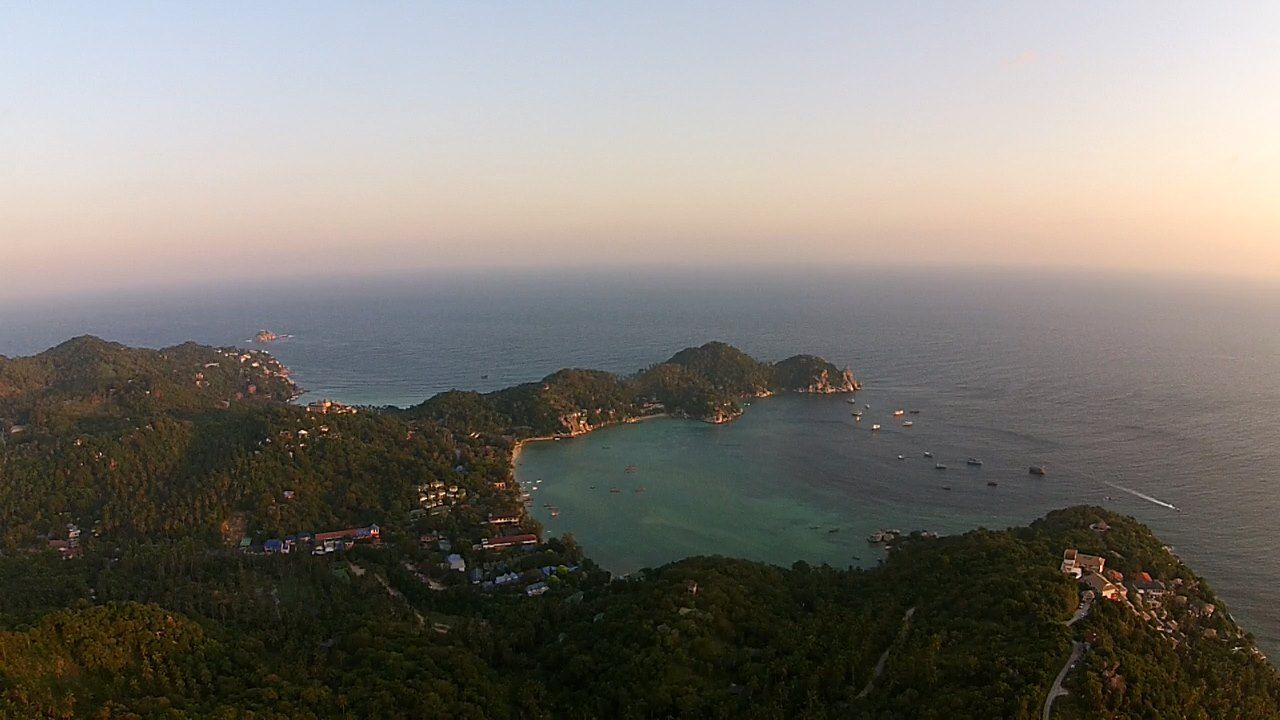
Залив Chalok Baan Khao
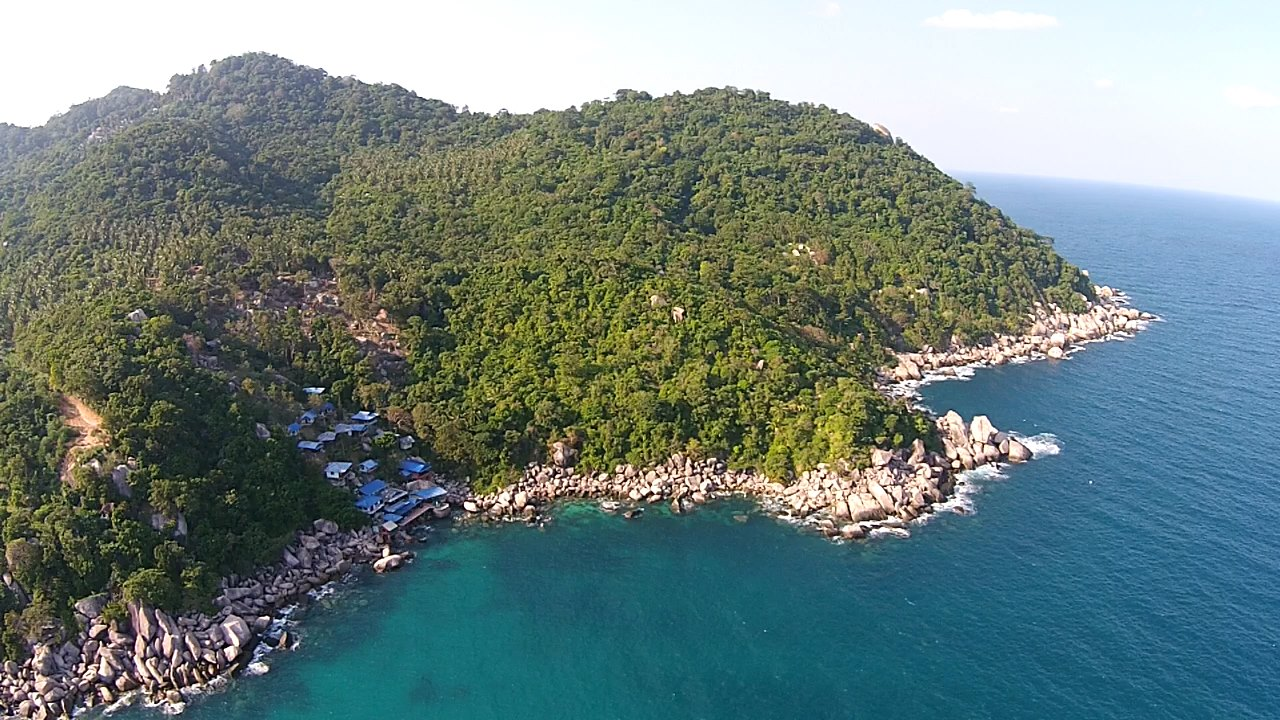
Залив Hin Wong